# Enduro

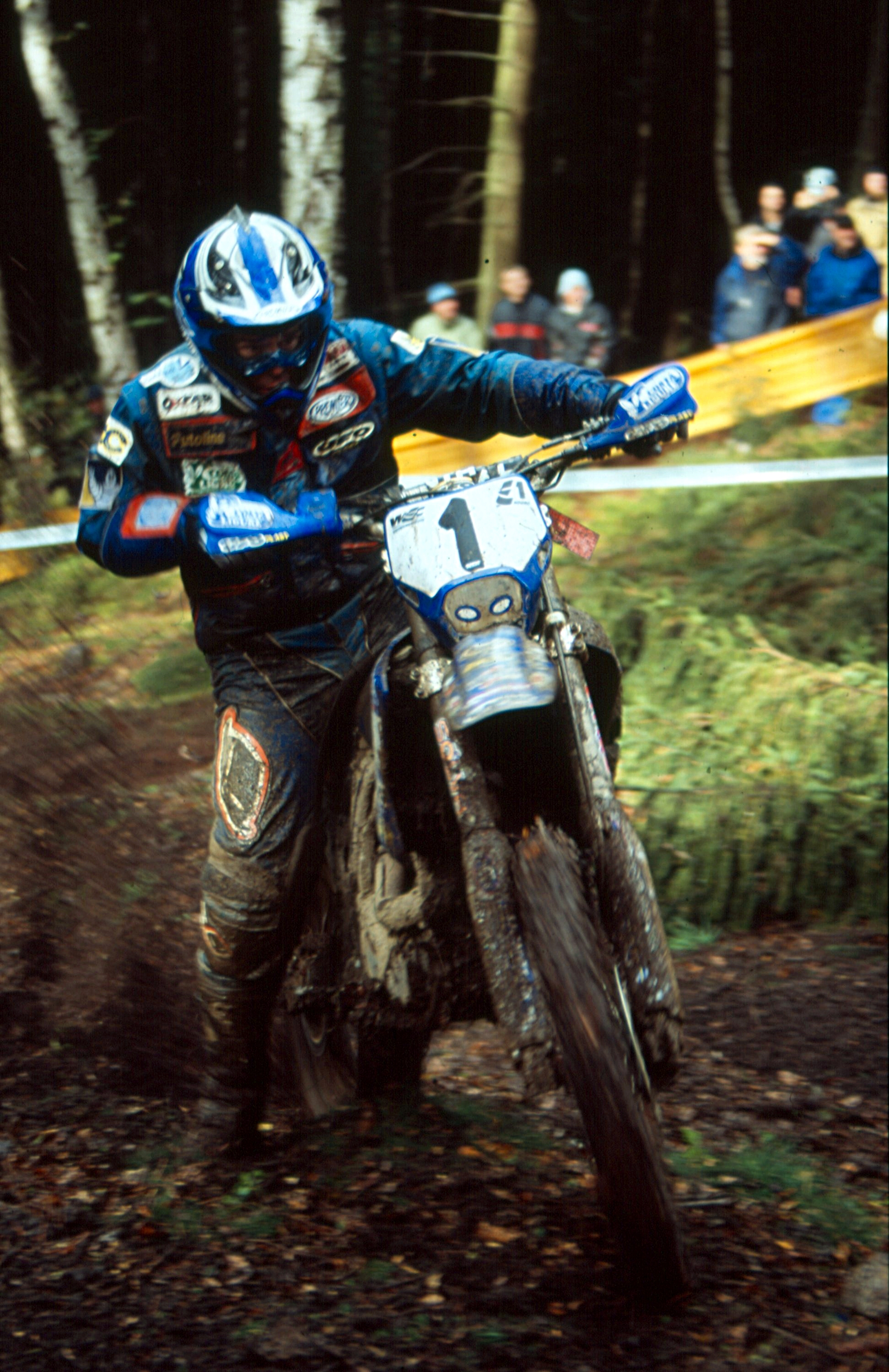
Stefan Merriman, världsmästare i Enduro 2004, på en Yamaha cross

Enduro är en motorsport där cross körs på banor i svår terräng. Namnet kommer av den spanska och italienska formen av det engelska ordet endurance, som betyder uthållighet. Det finns även enduro för snöskoter. Det nationella idrottsförbundet för enduro i Sverige heter Svenska Motorsportförbundet (förkortning Svemo) och är medlem i Riksidrottsförbundet. Svemo består av cirka 500 lokala klubbar. Förbundet samlar alla som vill träna och tävla med cross och snöskoter och försäkrar och utbildar förare, tränare och ledare på nationell och lokal nivå. Svemo skriver också regler och godkänner banor. Tävlingsgrenarna är dragracing, enduro, isbana, isracing, minimoto, motocross, roadracing, skotercross, speedway, supermoto och trial.

## Sporten
Enduro är den cross sport som har flest utövare i Sverige, från motionsåkare till elit. Den mest kända inhemska endurotävlingen är Novemberkåsan. Barn kan börja tävla vid speciella Guldhjälmstävlingar. För att delta i tävlingar krävs att man har gått licenskurser och därigenom förvärvat Guldhjälmslicens. Från och med det år man fyller 12 år är det tillåtet att köra 85 cc cross i typ 2-tävlingar. Vid 13 års ålder betraktas man som ungdom och kan börja köra 125 cc 2-takt och 250 cc 4-taktscrossar i speciella ungdomstävlingar. Vid 15 års ålder blir det tillåtet att delta i vuxentävlingar som junior. Som senior klassas förare som fyllt 23 år och efter fyllda 40 år klassas förare som veteran.
Sverige tillhör sedan många år de ledande nationerna vid internationella mästerskapstävlingar som World Enduro Championship (WEC) och  International Six Days Enduro (ISDE), som utgör Lag-VM (Six Days).

## Kända svenska förare

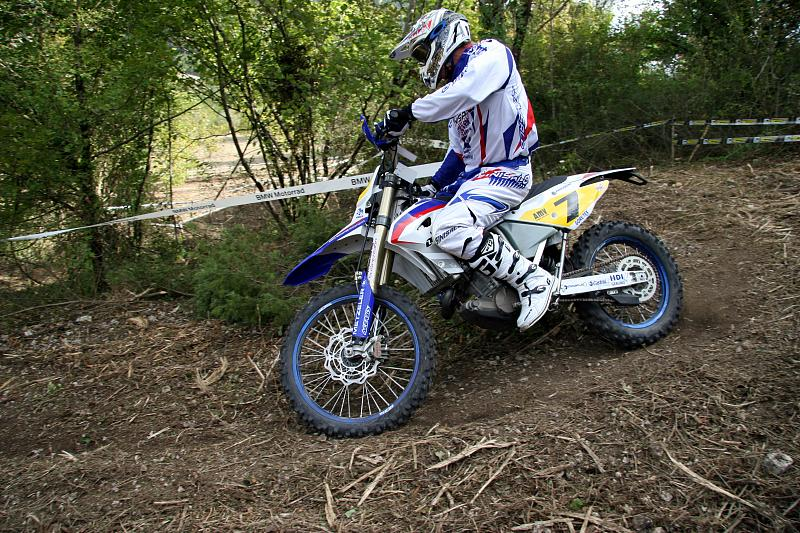
Anders Eriksson på sin BMW E3 under 2008 års World Enduro Championship Grand Prix, Piediluco, Italien.

- Joakim Ljunggren, Karlskoga EK
- Anders Eriksson, Tibro MK
- Mats Nilsson, SMK Dala
- Carl-Johan Bjerkert, Vimmerby MS
- Svenerik "Jösse" Jönsson, Tibro MK

## Tävlingsredskap - crossen
En endurocross är ett fordon som liknar den vanliga motocrossen. Det finns några skillnader, bland annat att en endurocross har belysningssystem och mjukare fjädring. Karaktären på motorn är ett ofta högre bottendrag och en lägre toppeffekt. På många typ 2-tävlingar krävs inte belysningssystem varför detta monteras bort av säkerhetsskäl och för att minska fordonets vikt.
Enduroförare tävlar med crossar på 125-650 cc. En 125 cc väger cirka 100 kg i torrvikt medan de större crossarna (-650 cc) väger 120-130 kg. En 125 cc 2-taktare har en maximal effekt av 35-40 hk medan de större crossarna har effekter överstigande 50 hk.

### Maskinklasser
Förare kan delta i fyra olika maskinklasser, E0, E1, E2 eller E3. Avgörande för maskinklasstillhörighet är motorns slagvolym (cm³) och motortyp. I dagsläget är det tvåtaktsmotor eller fyrtaktsmotor. Båda motortyperna drivs av bensin.
| Klass         | Mc med Tvåtaktsmotor (2-Takt) | Mc med Fyrtaktsmotor (4-Takt) |
| ------------- | ----------------------------- | ----------------------------- |
| Enduro 1 (E0) | 85 cm³                        | 150 cm³                       |
| Enduro 1 (E1) | 100 - 125 cm³                 | 175 - 250 cm³                 |
| Enduro 2 (E2) | 175 - 250 cm³                 | 290 - 450 cm³                 |
| Enduro 3 (E3) | 290 - 500 cm³                 | 475 - 650 cm³                 |

## Tävlingsformer i Sverige

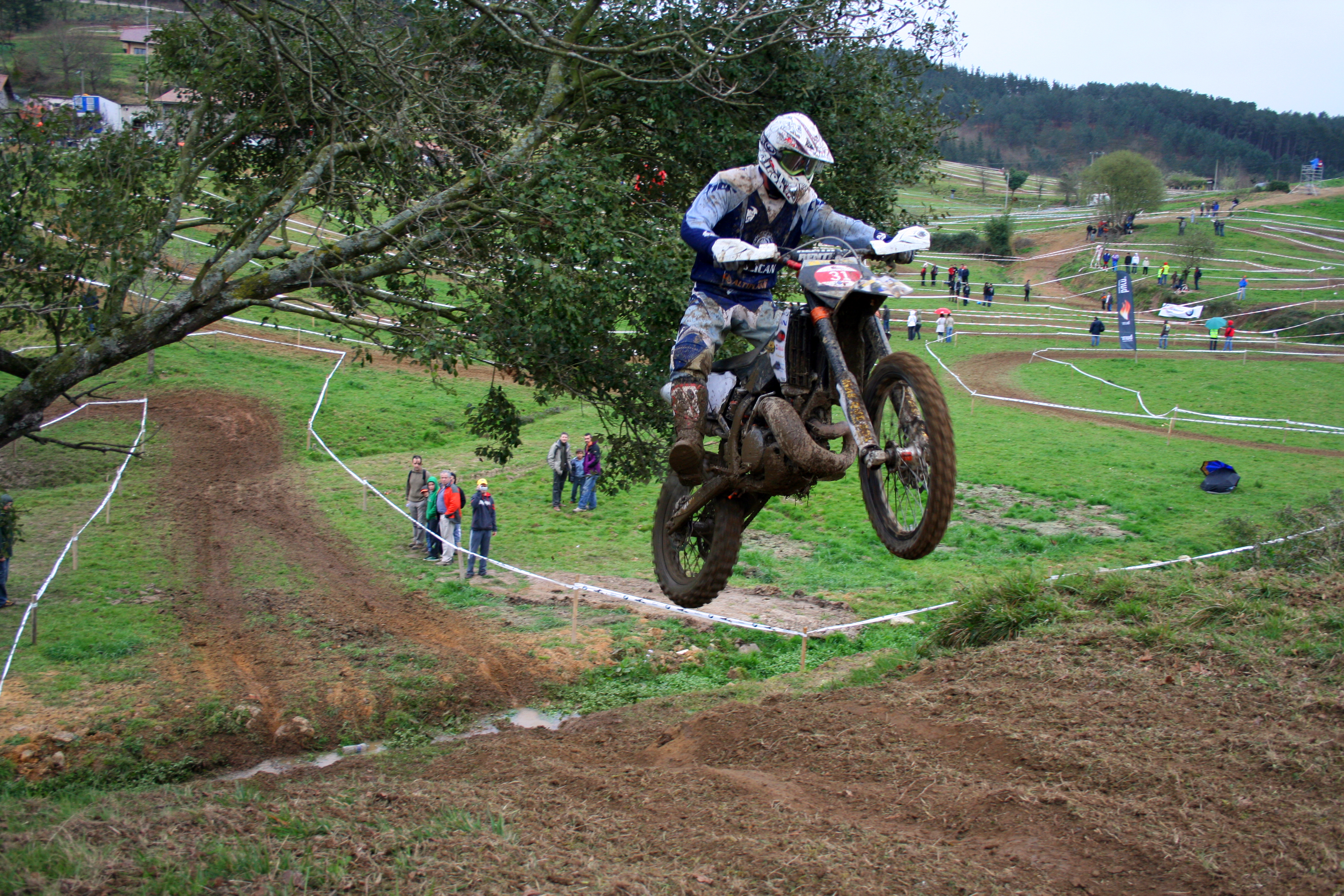
Enduro i Arratzu, Spanien

### Enduro typ 1
Den traditionella tävlingsformen för enduro i Sverige är Enduro Typ 1. Det avser tävling på pilad bana med tidkort, tidkontroller, transportsträckor och specialsträckor. Specialprov kan även ingå som del av transportsträckan.
Svenska mästerskap och den klassiska Novemberkåsan körs som Typ 1. Förutom att ta sig fram snabbt måste de tävlande själva serva och reparera sina crossar under tävlingen. Därför gäller det att köra på ett taktiskt sätt, så att det finns krafter kvar för att ta hand om eventuella mekaniska problem.

### Enduro typ 2
Enduro Typ 2 avser tävling utan tidkontroller. Det är vanligen varvlopp som körs ett eller flera varv på en sluten bana, med start av en eller flera förare samtidigt. Exempel på kända typ 2-tävlingar: Stångebroslaget, Ränneslättsloppet, GGN (Gotland Grand National). Dessa tre nämnda tävlingar utgör för övrigt den svenska "Enduroklassikern". För att klara klassikern ska föraren genomföra alla tre tävlingarna samma år med godkänt resultat, vilket är minst tre varv.

## Förarklasser i Sverige

### Nationella mästerskapstävlingar (SM)
Svenskt mästerskap (SM) i enduro genomförs i senior-, junior-, dam- och ungdomsklass samt i lag.
Senior och junior-SM genomförs i fem separata tävlingar.

#### Svensk mästare fördelas i klasserna
- SM: Senior-SM i maskinklasserna E1 (SM1) och E2-3 (SM2)
- JSM: Junior-SM i maskinklasserna E1 (JSM1) och E2-3 (JSM2)
- DSM: Dam-SM i maskinklasserna E0-3 (DSM)
- USM: Ungdoms-SM i maskinklasserna E1 (USM1) och E2-3 (USM2)
- DUSM: Dam Ungdoms-SM i maskinklasserna E0-3 (DUSM1)
- Lag-SM: Klubblag SM

### Enduro Cup
Swedish Enduro Cup (SEC) i enduro genomförs med en sammanslagning av alla klasser och resultat från senior- och juniordeltävlingarna. Bästa poäng vinner.

### Riksmästerskap
Riksmästerskapet (RM) i enduro för veteraner, Enduro Veteran-RM. Tävlingarna körs tillsammans med enduro-SM, men på en något kortare bana.

### Svensk enduroklassiker

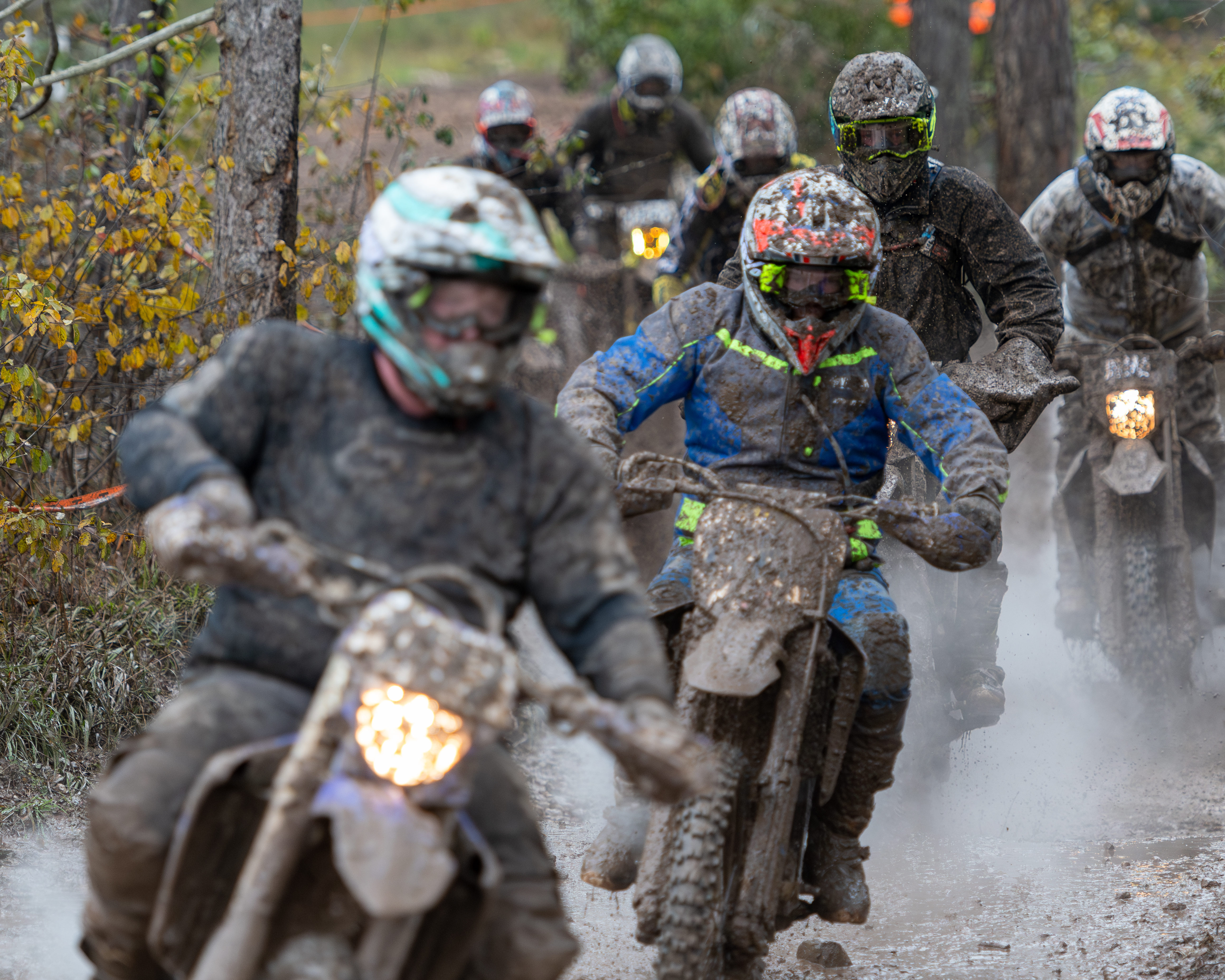
Gotland Grand National 2023.

Enduroklassikern inleds med Stångebroslaget i juli. Därefter körs Ränneslättsloppet i september och slutligen Gotland Grand National i oktober. Dessa tävlingar är Sveriges största och mest kända varvlopp. Eftersom varvloppen uteslutande hålls inom avlysta områden, ger de även förare utan registrerade crossar, eller utan körkort, möjlighet att delta. Dessa tre lopp utgör tillsammans en Svensk Enduroklassiker. För att få räkna fullföljd klassiker gäller följande kriterier: Tävlingsklass (elit, junior, senior) skall genomföra minst fyra varv och motionsklasserna minst tre varv. För ungdom och veteranklass krävs att fullfölja minst 50 procent av segrarens målgångstid/varv.
Från 1996 när klassikern inrättades har 3074 förare klarat av minst en klassiker. Förare från 314 klubbar har genomfört klassikern. Fem förare hade 2010 genomfört klassikern 15 år i följd: Stig Bengtsson, Älvbygdens MK; Eje Watz, Linköpings MS; Kjell Blomqvist, Enduro team Örebro; Roger Ottosson, Vimmerby MS samt Tomm Holm Hallsbergs MK. Två förare hade 2015 genomfört klassikern 20 år i följd Tomm Holm Hallsbergs MK och Kjell Blomqvist. 2016 genomförde Ove Johansson Åsätra MK 20 år i följd.

### Guldhjälmstävlingar (Ungdom från 12år)
Speciella Guldhjälmstävlingar är till exempel Nalleracet i Falköping.

## Internationella tävlingar
Individuellt genomförs en serie mästerskapstävlingarna, World Enduro Championship (WEC). Som höjdpunkt inom endurosporten arrangeras varje år sedan 1913, International Sixdays Enduro eller  Sixdays .